# Jász-Nagykun-Szolnok vármegye turisztikai látnivalóinak listája

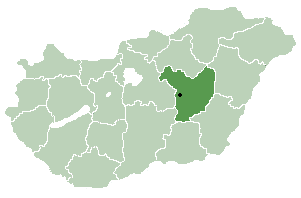
Jász-Nagykun-Szolnok vármegye

Ez a lista Jász-Nagykun-Szolnok vármegye ismert turisztikai látnivalóit tartalmazza (műemlékek, természeti értékek, programok).
Lásd még: 
- Jász-Nagykun-Szolnok vármegyei múzeumok listája
- Jász-Nagykun-Szolnok vármegyei kulturális programok listája
- Jász-Nagykun-Szolnok vármegye védett természeti értékeinek listája

## Szolnok
- Belvárosi templom

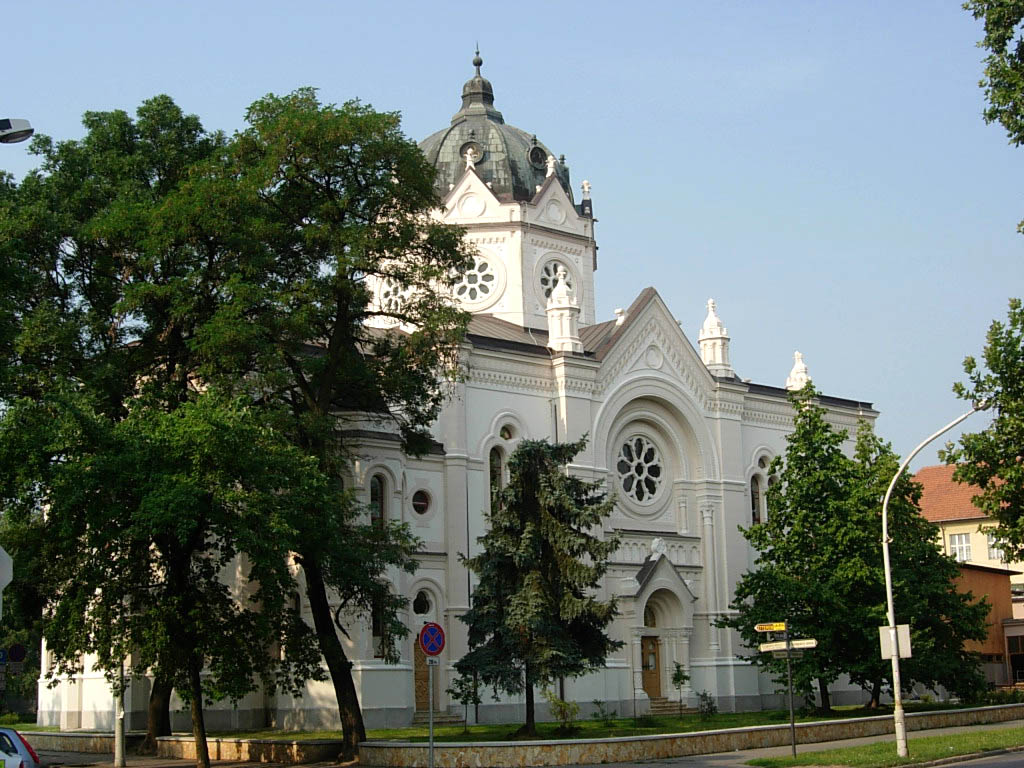
A szolnoki zsinagóga

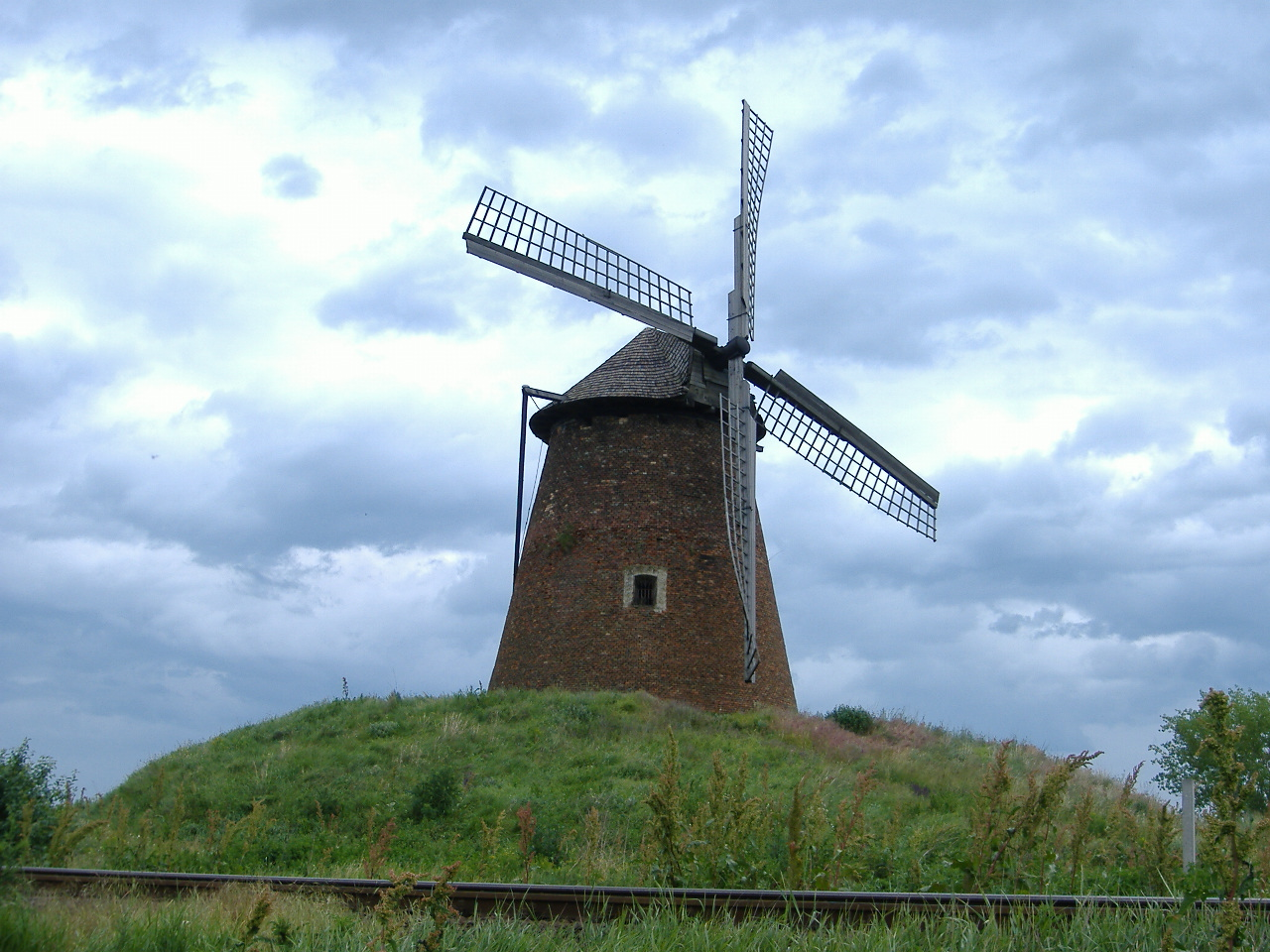
A kengyeli Szélmalom-domb

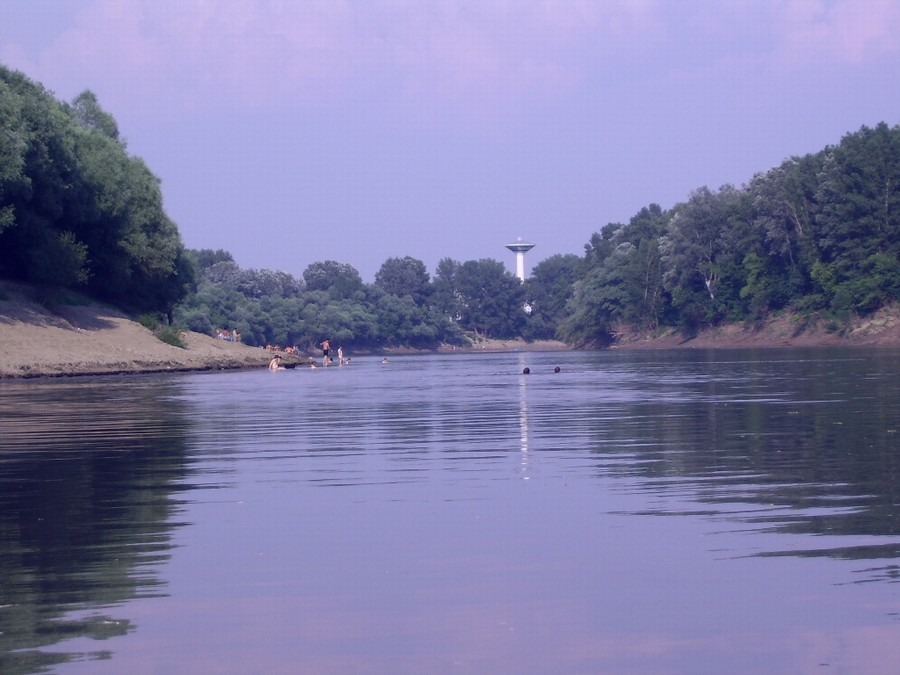
Martfű – a Tisza ártere

- Szolnoki Galéria (szolnoki zsinagóga)
- Tiszaliget
- Verseghy-park
- Molnárfecsketelep
- Tiszavirág híd

## Jászberény
- Ferences templom és kolostor (gótikus)
- Jászberényi Állat- és Növénykert
- Hajta-mocsár

## Más települések
- Abádszalók – Partifecsketelep
- Cserkeszőlő
- Fegyvernek – Pusztatorony
- Kengyel – Szélmalom-domb
- Kisújszállás – Ecsegpuszta
- Kunhegyes
  - Református templom
  - Komlóssy-féle szélmalom
- Kunszentmárton – Körös ártér
- Martfű – Tiszai ártér
- Mezőtúr – Református nagytemplom
- Nagyiváni puszta
- Tiszaderzs – Cserőközi holtág
- Tiszaföldvár – Kossuth-fája (Tölgy matuzsálem)
- Tiszaigar – Arborétum és Mátyás király fája
- Tiszakürt – Arborétum

## Településen kívüli látnivalók
- Közép-tiszai Tájvédelmi Körzet
- Tisza-tó
- Körösvölgyi Természetvédelmi Terület